# Alfaiate

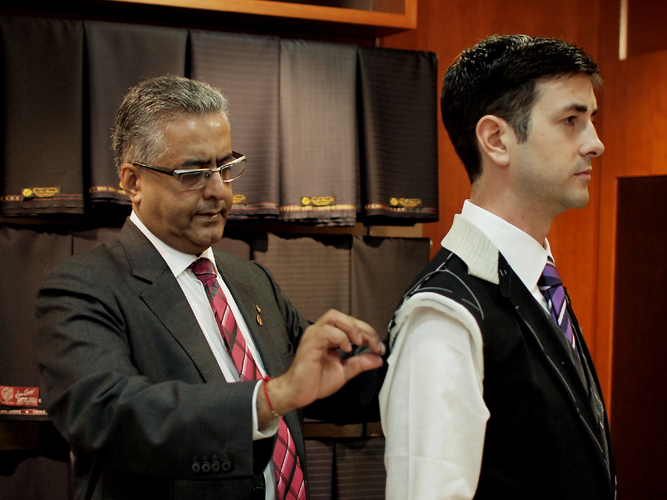
Um alfaiate trabalhando.

Alfaiate é o profissional especializado que exerce o ofício da alfaiataria, uma arte que consiste na criação de roupas masculinas (terno, costume, calça, colete, etc.) de forma artesanal e sob medida, ou seja, exclusivamente de acordo com as medidas e preferências de cada pessoa, sem o uso padronizado de numeração preexistente.
Outras funções atribuídas ao Alfaiate: 
- Estilista: Feitio de roupas femininas de talhe masculino (costumes, paletós, terninhos, tailleurs, etc.).
- Figurinista: Criar, organizar os figurinos, conservá-los em bom estado e auxiliar os artistas a vesti-los em espetáculos teatrais, novelas, shows, filmagens ou apresentações de TV.

Atualmente, o termo alfaiataria também é utilizado para caracterizar roupas, mesmo que industrializada, que apresentam o corte característico das roupas masculinas produzidas artesanalmente, com cortes retos e precisos e tecidos clássicos.

## Etimologia

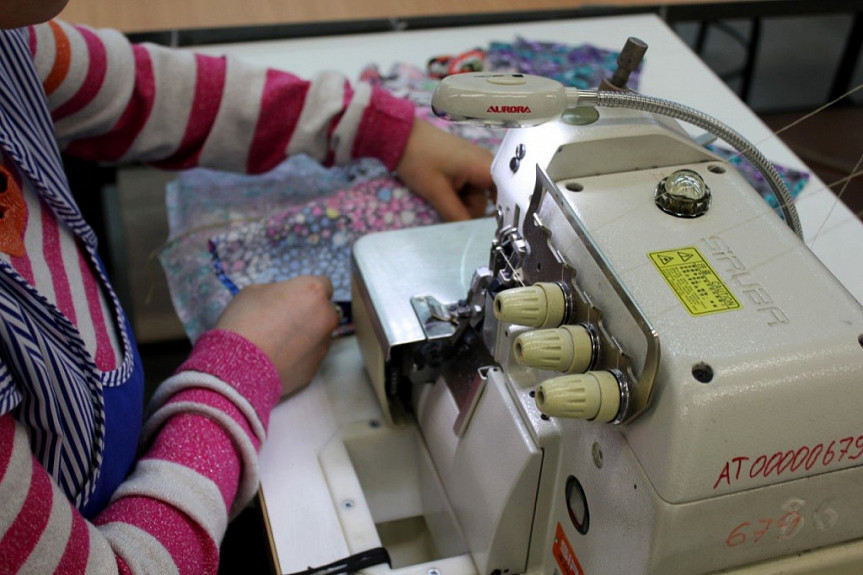
Costureira no trabalho. Buriácia, Rússia

A palavra Alfaiate, assim conhecida na língua portuguesa, é derivada do árabe alkhayyát, do verbo kháta que significa coser.
Entre as variações linguísticas dessa palavra são utilizadas as expressões: 
- Xastre ou também alfaiate, na Galiza;
- Tailor, na língua inglesa;
- Tailleur, na França;
- Sarto, na Itália;
- Sastre, na Espanha (derivadas do latim sartor, sarcire, cujo significado é coser); e
- Schneider, em alemão.

## Termos relacionados
- Alfaiataria: Oficina/Loja de alfaiate.
- Coser: Costurar, unir à mão com pontos de agulha.